# Elizabeth Langdon Williams
Elizabeth Langdon Williams (8 de febrer de 1879 a Putnam, Connecticut - 1981 a Enfield, New Hampshire) va ser una calculadora humana i astrònoma nord-americana el treball de la qual va ajudar a conduir al descobriment de Plutó, llavors anomenat Planeta X.

## Vida personal i educació
Elizabeth Langdon Williams, filla d'Elizabeth Brigham i Louis M. Williams, va néixer el 8 de febrer de 1879 a Putnam, Connecticut. Era la bessona de Robert Longfellow Williams i la germana gran d'Henry Trumbell Williams i Ursula Louise Williams. El 1903, va ser una de les primeres dones en graduar-se al MIT, amb una llicenciatura en física. A més, va ser la primera dona que va tenir un paper d'honor durant la cerimònia de graduació, on va llegir part de la seva tesi, "Un estudi analític de la superfície d'ones de Fresnel". Del 1917 fins al 1922 va treballar a l'Observatori Lowell a Flagstaff, Arizona. Allà hi va conèixer George Hall Hamilton, un altre astrònom, amb qui es va acabar casant.

## Vida professional
Williams va ser contractada per Percival Lowell el 1905 per treballar des de la seva oficina de State Street a Boston. Inicialment editava publicacions per a Lowell fins que se li va demanar que treballés de calculadora humana per a la seva investigació sobre el Planeta X, que va començar el 1910.

### Planeta X
Lowell va plantejar la hipòtesi que un planeta X proposat afectava les òrbites dels planetes ja coneguts Neptú i Urà. El paper de Williams en el projecte era realitzar càlculs matemàtics sobre aquestes òrbites, que Lowell utilitzaria per localitzar un objecte desconegut i aproximar la seva mida. Els seus càlculs van portar a prediccions per a la ubicació del planeta desconegut, però Lowell va morir el 1916 i el projecte es va suspendre. A finals de la dècada de 1920, però, el projecte es va reprendre i Clyde Tombaugh va ser contractat per dirigir-lo. Tombaugh va utilitzar les prediccions de Lowell (construïdes a partir dels càlculs de Williams) per localitzar una imatge en una regió del cel fotografiada el 1915, i que va identificar com un nou planeta anomenat Plutó el 1930.
Williams va continuar treballant en càlculs i va gestionar la correspondència a l'Observatori Lowell després de la mort de Lowell, traslladant-se de Boston a l'observatori de Flagstaff el 1919. Aleshores, ella i Hamilton van ser acomiadats dels seus càrrecs a l'observatori per la vídua de Percival Lowell, Constance, perquè es considerava inadequat contractar una dona casada. Williams i el seu marit van ser contractats posteriorment en un observatori a Mandeville, Jamaica, dirigit per l'Observatori del Harvard College, on van treballar junts.

## Darrers anys
El 1935, George Hall Hamilton va morir. Vídua, Williams es va retirar de l'observatori de Mandeville i es va traslladar a Lebanon, New Hampshire, amb la seva germana petita, Louise Ring, on van dirigir "Peaceful Acres", una casa de retir d'estiu. Va morir el 1981 a Enfield, New Hampshire a l'edat de 101 anys.